# لیلیت (شاعر)
لیلیت (ارمنی: Լիլիթ؛ انگلیسی: Lilit زادهٔ ۱۱ مارس ۱۹۶۳) نویسنده، شاعر نثرنویس و مترجم اهل ارمنستان است.

## زندگی‌نامه
وی با نام اصلی لیلیت هاملتی آقاگیولیان (ارمنی: Լիլիթ Համլետի Աղագյուլյան) در ۱۱ مارس ۱۹۶۳ در ایروان به دنیا آمد و از دانشگاه دولتی علوم پرورشی خاچاطور آبوویان ارمنستان فارغ‌التحصیل گشت.  از سال ۱۹۹۵ عضو اتحادیه نویسندگان ارمنستان است.

## نگارخانه

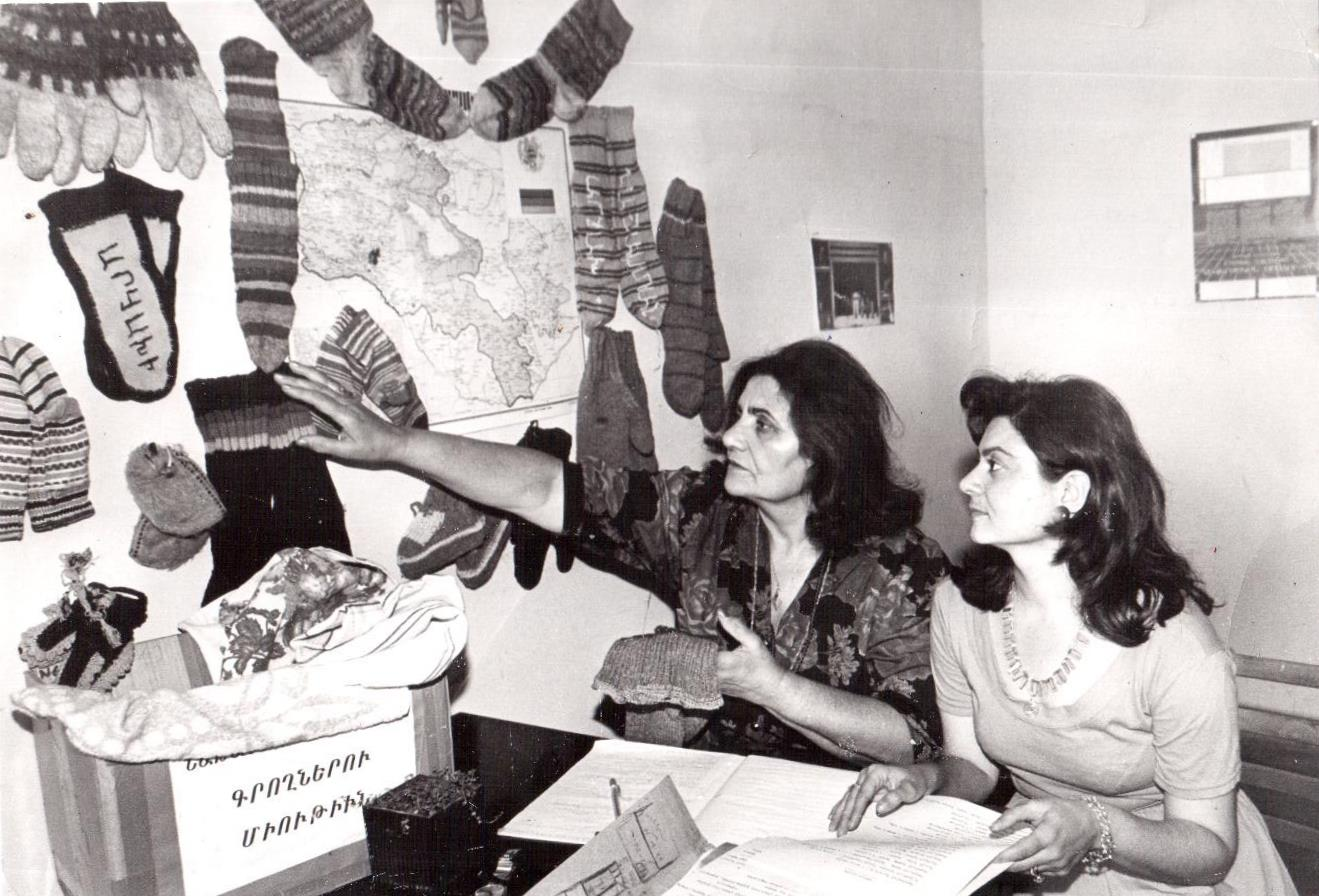